# کسری (کوهرنگ)
کسری روستایی است در شهرستان کوهرنگ، بخش بازفت، استان بختیاری